# Rajon Bolhrad
Rajon Bolhrad (ukrainisch Болградський район/Bolhradskyj rajon; russisch Болградский район/Bolgradski rajon, rumänisch Raionul Bolgrad) ist ein Rajon (administrativer Bezirk) in der Oblast Odessa, in der Südukraine. Das Zentrum des Rajons ist die Stadt Bolhrad.

## Geographie
Der Rajon grenzt im Nordwesten an die Republik Moldau, im Osten an den Rajon Bilhorod-Dnistrowskyj und im Süden an den Rajon Ismajil.
Im Rajon gibt es einen großen bulgarischen Bevölkerungsanteil.

## Bevölkerung
Die Bevölkerung setzt sich multiethnisch zusammen (Stand 2001):
- 45.600 (60,8 %) Bulgaren
- 14.000 (18,7 %) Gagausen
- 6.000 (8,0 %) Russen
- 5.700 (7,5 %) Ukrainer
- 1.600 (2,1 %) Albaner
- 1.200 (1,5 %) Moldauer

## Geschichte
Der Rajon entstand 1940 nach der Besetzung Bessarabiens durch die Sowjetunion und lag in der Oblast Akkerman (ab dem 7. August 1940 Oblast Ismajil). Er kam jedoch 1941 wieder bis zur Wiedereroberung 1944 zum Königreich Rumänien, seither gehört das Territorium zur Ukraine beziehungsweise zur Ukrainischen SSR. 1954 wurde die Oblast Ismajil aufgelöst und der Rajon kam zur Oblast Odessa. Seit 1991 ist er Teil der heutigen Ukraine.
Am 17. Juli 2020 kam es im Zuge einer großen Rajonsreform zur Auflösung des alten Rajons und einer Neugründung unter Vergrößerung des Rajonsgebietes um die Rajone Arzys und Tarutyne sowie einen kleinen Teil des Rajons Ismajil (Nowooserne).

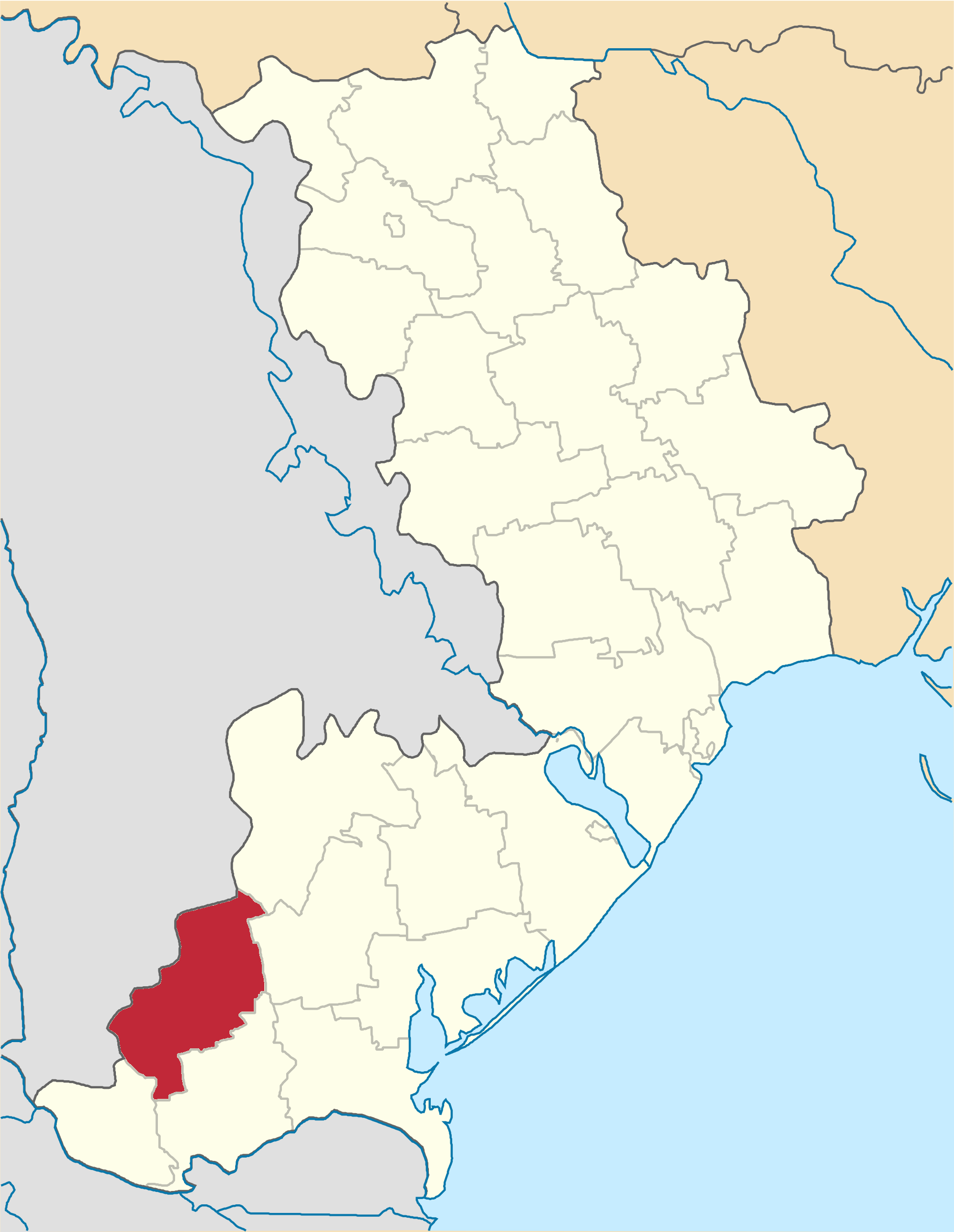
Rajonsgebiet bis Juli 2020
Rajonsgebiet ab Juli 2020

## Administrative Gliederung
Auf kommunaler Ebene ist der Rajon in 10 Hromadas (2 Stadtgemeinden, 2 Siedlungsgemeinden und 6 Landgemeinden) unterteilt, denen jeweils einzelne Ortschaften untergeordnet sind.
Zum Verwaltungsgebiet gehören:
- 2 Städte
- 4 Siedlungen städtischen Typs
- 92 Dörfer
- 1 Ansiedlung

Die Hromadas sind im Einzelnen:
- Stadtgemeinde Arzys
- Stadtgemeinde Bolhrad
- Siedlungsgemeinde Budschak
- Siedlungsgemeinde Tarutyne
- Landgemeinde Horodnje
- Landgemeinde Krynytschne
- Landgemeinde Kubej
- Landgemeinde Pawliwka
- Landgemeinde Teplyzja
- Landgemeinde Wassyliwka

Bis Juli 2020 waren es 1 Stadtratsgemeinde und 18 Landratsgemeinden, denen jeweils einzelne Ortschaften untergeordnet waren.
Zum Verwaltungsgebiet gehörten:
- 1 Stadt
- 21 Dörfer

### Stadt
| Städte                   | Städte     | Städte            | Städte    |
| Name                     | Name       | Name              | Name      |
| ukrainisch transkribiert | ukrainisch | russisch          | rumänisch |
| ------------------------ | ---------- | ----------------- | --------- |
| Bolhrad                  | Болград    | Болград (Bolgrad) | Bolgrad   |

### Dörfer
| Dörfer                                    | Dörfer                         | Dörfer                                                        | Dörfer               | Dörfer            |
| Name                                      | Name                           | Name                                                          | Name                 | Gemeindezuordnung |
| ukrainisch transkribiert                  | ukrainisch                     | russisch                                                      | rumänisch            | Gemeindezuordnung |
| ----------------------------------------- | ------------------------------ | ------------------------------------------------------------- | -------------------- | ----------------- |
| Banniwka                                  | Баннівка                       | Бановка (Banowka)                                             | Băneasa              | Banniwka          |
| Dmytriwka                                 | Дмитрівка                      | Дмитровка (Dmitrowka)                                         | Dumitrești           | Dmytriwka         |
| Holyzja                                   | Голиця                         | Голица (Holiza)                                               | Golița               | Holyzja           |
| Horodnje                                  | Городнє                        | Огородное (Ogorodnoje)                                        | Ciişia               | Horodnje          |
| Kaltschewa                                | Калчева                        | Кальчево (Kaltschewo)                                         | Calceva              | Kaltschewa        |
| Karakurt (bis 2016 Schowtnewe)            | Каракурт (Жовтневе)            | Каракурт/Жовтневое (Schowtnewoje)                             | Caracurt             | Karakurt          |
| Kossa                                     | Коса                           | Коса                                                          | Cosa-Mare            | Krynytschne       |
| Krynytschne                               | Криничне                       | Криничное (Krinitschnoje)                                     | Cişmeaua-Văruită     | Krynytschne       |
| Kubej (bis 2016 Tscherwonoarmijske)       | Кубей (Червоноармійське)       | Кубей (Kubei)/Червоноармейское (Tscherwonoarmeiskoje)         | Cubei                | Kubej             |
| Nowyj Karakurt (bis 2016 Nowe Schowtnewe) | Новий Каракурт (Нове Жовтневе) | Новый Каракурт (Nowy Karakurt)/Новый Каракурт (Nowy Karakurt) | Caracurt-Nou         | Karakurt          |
| Nowi Trojany                              | Нові Трояни                    | Новые Трояны (Nowye Trojany)                                  | Traian, Traianul-Nou | Nowi Trojany      |
| Oxamytne                                  | Оксамитне                      | Оксамитное (Oxamitnoje)                                       | -                    | Oxamytne          |
| Oleksandriwka                             | Олександрівка                  | Александровка (Alexandrowka)                                  | Satalâc Hagi         | Oleksandriwka     |
| Orichiwka                                 | Оріхівка                       | Ореховка (Orechowka)                                          | Pandaclia            | Orichiwka         |
| Salisnytschne                             | Залізничне                     | Зализничное (Salisnitschnoje)                                 | Bulgărica            | Salisnytschne     |
| Tabaky                                    | Табаки                         | Табаки (Tabaki)                                               | Tabacu               | Tabaky            |
| Topolyne                                  | Тополине                       | Топалиное (Topalinoje)                                        | Topoline             | Oxamytne          |
| Wassyliwka                                | Василівка                      | Василевка (Wassilewka)                                        | Vaisal               | Wassyliwka        |
| Wladytschen                               | Владичень                      | Владычень                                                     | Impuţita             | Wladytschen       |
| Wynohradiwka                              | Виноградівка                   | Виноградовка (Winogradowka)                                   | Curciu               | Wynohradiwka      |
| Wynohradne                                | Виноградне                     | Виноградное (Winogradnoje)                                    | Hasan-Batâr          | Wynohradne        |